# Saurauia chiliantha
Saurauia chiliantha är en tvåhjärtbladig växtart som beskrevs av Richard Evans Schultes. Saurauia chiliantha ingår i släktet Saurauia och familjen Actinidiaceae. Inga underarter finns listade i Catalogue of Life.